# گناه کیهانی
گناه کیهانی (به انگلیسی: Cosmic Sin) یک فیلم اکشن و علمی تخیلی آمریکایی محصول سال ۲۰۲۱ به کارگردانی ادوارد دریک با بازی بروس ویلیس و فرانک گریلو است.
فیلم گروهی از جنگجویان و دانشمندان را دنبال می‌کند که با موجودات فضایی و انقراض نسل انسان‌ها روبه‌رو هستند. این موجودات با قدرت آلوده کردن مغز انسان‌ها و به خدمت گرفتنشان، آیندهٔ انسان مدرن را تهدید می‌کنند.

## داستان
در سال ۲۵۲۴، بشریت تحت کنترل یک دولت جهانی واحد به نام «ائتلاف» فراتر از سامانه خورشیدی گسترش یافته‌ است. ژنرال بازنشسته جیمز فورد، که پیش‌تر به‌خاطر به‌کارگیری یک بمب کوانتومی در سرکوبی یک شورش—که به کشته شدن ۷۰ میلیون نفر انجامید—به «ژنرال خونین» مشهور شده بود، دوباره به خدمت فراخوانده می‌شود، زمانی‌که ارتباط با معدن‌چیان در سیاره‌ای دوردست قطع می‌گردد.
این رویداد، نخستین برخورد بشر با گونه‌ای بیگانه و دشمنانه را آشکار می‌کند؛ گونه‌ای که توانایی آلوده‌سازی و کنترل میزبان‌های انسانی را دارد. با گسترش این آلودگی، یک گروه واکنش سریع—متشکل از فورد، فرمانده ائتلاف، ارون رایِل، همسر سابق فورد دکتر لیا گاس، و چند متخصص دیگر—تشکیل می‌شود تا حمله‌ای پیش‌دستانه را پیش از تهدید زمین آغاز کنند.
با سفر به سیاره مستعمره‌نشین اِلورا، تیم درمی‌یابد که این بیگانگان به‌صورت یک ذهن جمعی عمل می‌کنند و در حال ساخت یک دروازه کوانتومی برای آغاز تهاجمی تمام‌عیار از منظومهٔ خود هستند. در جریان مأموریت، چند تن از اعضای تیم کشته یا مجروح می‌شوند و گاس نیز آلوده می‌گردد. بیگانگان تلاش می‌کنند از طریق او ارتباط برقرار کنند و گزینهٔ «ادغام یا نابودی» را پیش می‌نهند.
برای جلوگیری از تهاجم، تیم یک بمب کوانتومی را به‌سوی دروازه پرتاب می‌کند. اما هنگامی که سلاح رهگیری می‌شود، رایِل خود را فدا می‌کند تا یک حملهٔ مداری دوم را هدایت کند که سرانجام به نابودی دروازه و ناوگان بیگانگان می‌انجامد. بازماندگان به زمین بازمی‌گردند، جایی که ائتلاف اعلام پیروزی می‌کند. فورد، که همچنان در سوگ گاس است، بی‌سروصدا مراسم را ترک می‌کند.

## بازیگران
- بروس ویلیس در نقش جیمز فورد[۳]
- فرانک گریلو[۱]
- لوک ویلسون
- آدلاید کین
- لانا[۴]
- لاکلین مونرو
- براندون توماس لی
- اِوا دِ دومینیسی

## تولید
فیلمبرداری در مارس ۲۰۲۰ تمام شد.